# Avionica

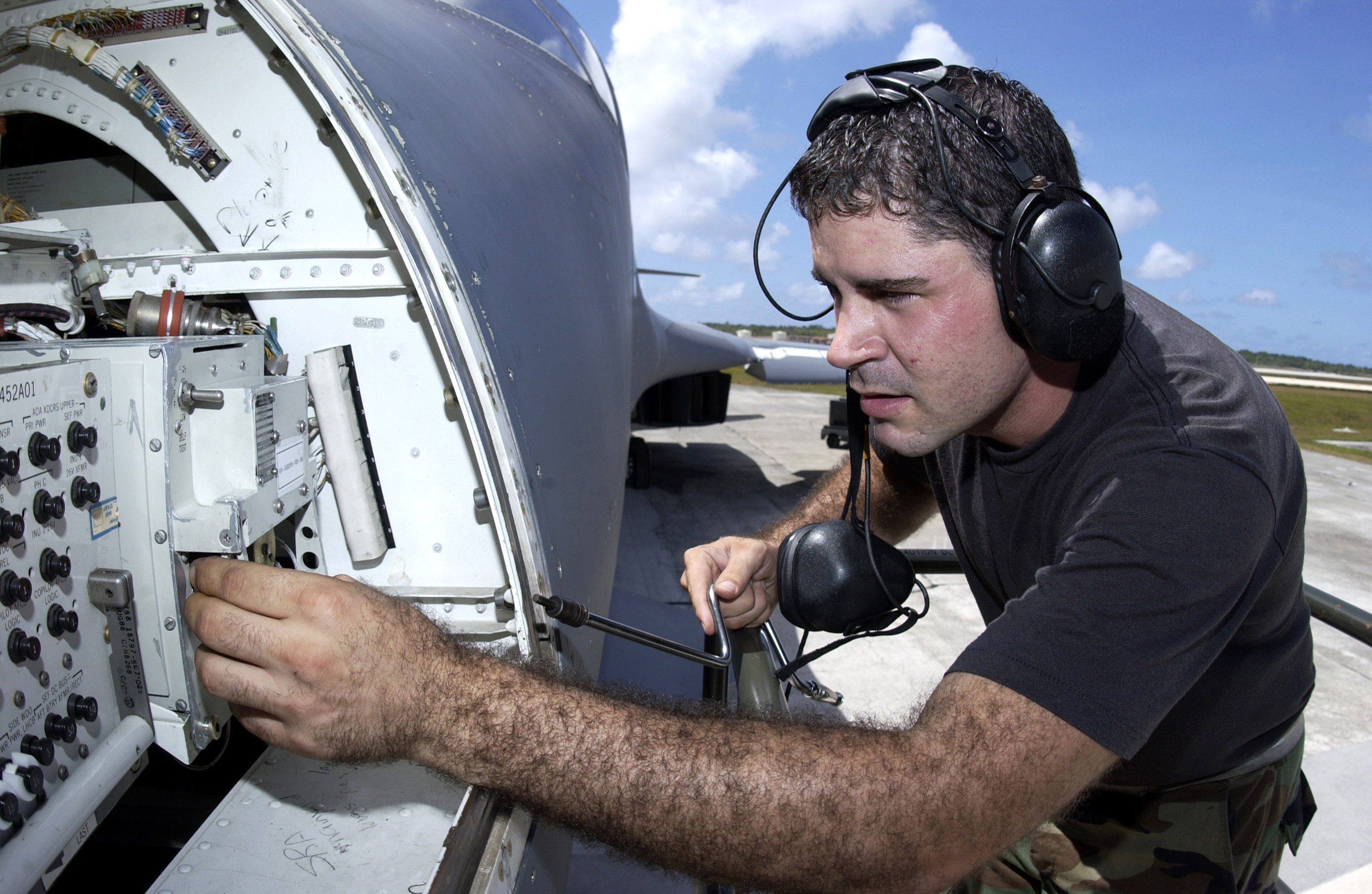
Onderhoud aan de avionica van een B-1 Lancer

De term avionica staat voor toegepaste elektronica in de luchtvaart en is als zodanig een subonderdeel van elektrotechniek. De term avionica is een samenvoeging van de woorden aviatiek (is luchtvaart) en elektronica.

## Burgerluchtvaart
In de burgerluchtvaart omvat avionica onder andere communicatiemiddelen, navigatiemiddelen en het elektronische instrumentarium.

## Militaire luchtvaart
In de militaire luchtvaart omvat de avionica naast de 'vluchtinstrumenten' ook allerlei andere elektronische systemen zoals sensoren (Radar, IR, Optisch en dergelijke) vuurleidings-, zelfbeschermings-, identificatie-, navigatie-, communicatie- en commandosystemen.
De waarnemingen of de verwerkte informatie van deze systemen worden weergegeven in de cockpit op verschillende monitoren (displays). Deze weergavesystemen, ook instrumentatie genoemd, kunnen bij oudere vliegtuigen analoge/mechanische displays zijn, bij de moderne luchtvaart gebeurt dit veelal op een Head-up display (HUD), lcd- of CRT-beeldschermen. Ook zijn er verschillende systemen die autonoom werken (bijvoorbeeld identificatiesysteem).

## Opleidingen
Avionica is een (gespecialiseerde) opleiding in de "vliegtuigelektronica". Onder meer aan de Katholieke Hogeschool Brugge-Oostende is het een afstudeerrichting van de bacheloropleiding luchtvaarttechnologie.